# Розита
«Розита» (англ. Rosita) — немая мелодрама 1923 года по мотивам пьесы «Дон Сезар де Базан».

## Сюжет
Король Испании влюбляется в уличную певицу Розиту, которая в свою очередь влюблена в бедного дворянина дона Диего. Монарх приказывает стражникам привести певицу, но за неё вступается Диего. В результате оба попадают в тюрьму. Король приговаривает Диего к смерти, а Розиту окружает роскошью и дарует титул графини. Чтобы завоевать доверие девушки, он женит влюбленных, зная, что все равно скоро Диего умрет. К счастью, королева спасает молодого дворянина, подменив патроны в ружье палача. Притворившегося мертвым Диего приносят на виллу Розиты. Увидев тело возлюбленного, она пытается заколоть короля кинжалом, но Диего, восстав из мертвых, спасает его и тем самым зарабатывает прощение.

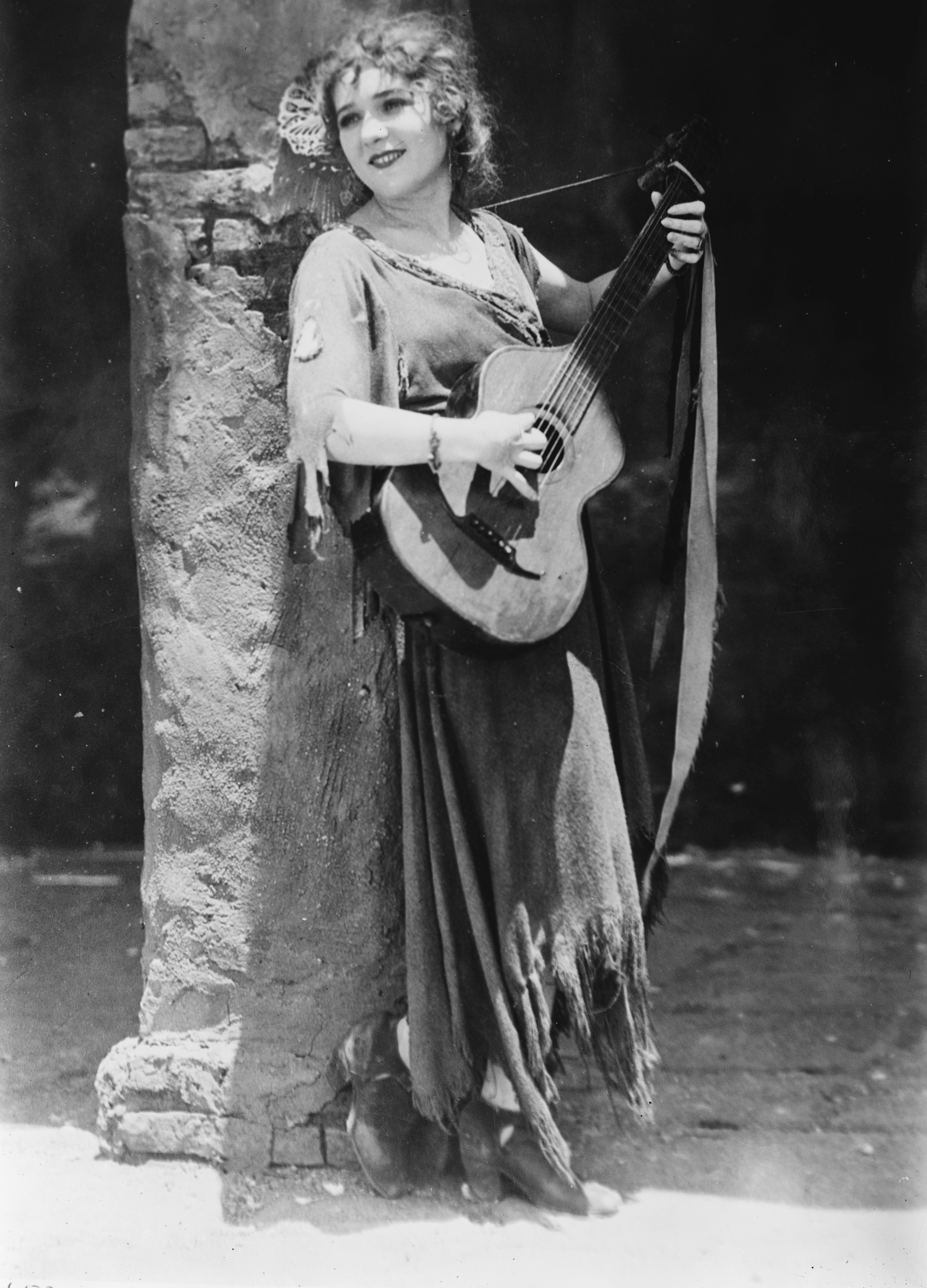
Мэри Пикфорд в роли Розиты

## Интересные факты
- Премьера фильма состоялась 3 сентября 1923 года.
- Производством фильма занималась собственная компания Пикфорд, а его прокатчиком была кинокомпания United Artists.
- Вторым режиссёром фильма был Рауль Уолш, однако в титрах его фамилия не была указана.
- Копия фильма сохранилась в киноархиве в Москве, ещё одна находится в архиве Института Мэри Пикфорд.[1]
- Фильм был поставлен с размахом — для съемок было сооружено почти полсотни декораций, а в некоторых сценах участвовало до 2 тысяч статистов.[2]

## В ролях
- Мэри Пикфорд — Розита
- Холбрук Блинн — Король
- Айрин Рич — Королева
- Джордж Уолш — Дон Диего
- Чарльз Фаррелл — эпизод, нет в титрах